# Danh sách vị thần Nhật Bản
Đây là danh sách các vị thần (kami) có nguồn gốc từ tín ngưỡng và truyền thống trong tôn giáo của Nhật Bản. Đa phần trong số này đến từ Thần Đạo, trong khi những vị thần khác được du nhập từ Phật giáo hoặc Đạo giáo và "tích hợp" với thần thoại Nhật Bản và văn hóa dân gian.

## Các vị thần chính
| Tên thần            | Tên tiếng Nhật                                                 | Biểu tượng/hình ảnh                  | Biểu tượng cho | Ghi chú |
| ------------------- | -------------------------------------------------------------- | ------------------------------------ | --- | --- |
| Amaterasu-Ō-Mi-Kami | 天照大神 Thiên Chiếu Đại Thần                                  |                                      | Nữ thần mặt trời đồng thời bà được coi là tổ tiên của các Thiên hoàng Nhật Bản | Bà có thể được gọi là Ōhiru-menomuchi-no-kami (大日孁貴神 Đại Nhật Linh Quý Thần). Bà thường được xem (không chính thức) là "vị thần chính" của Thần đạo.                                                       |
| Amaterasu-Ō-Mi-Kami | 天照大御神 Thiên Chiếu Đại Ngự Thần                            |                                      | Nữ thần mặt trời đồng thời bà được coi là tổ tiên của các Thiên hoàng Nhật Bản | Bà có thể được gọi là Ōhiru-menomuchi-no-kami (大日孁貴神 Đại Nhật Linh Quý Thần). Bà thường được xem (không chính thức) là "vị thần chính" của Thần đạo.                                                       |
| Ame-no-Uzume        | 天宇受売命 Thiên Vũ Thụ Mại Mệnh                               |                                      | Nữ thần của bình minh và sự đam mê | Thường được gọi là Uzume |
| Ame-no-Uzume        | 天鈿女命 Thiên Điền Nữ Mệnh                                    |                                      | Nữ thần của bình minh và sự đam mê | Thường được gọi là Uzume |
| Fūjin               | 風神 Phong Thần                                                |                                      | Thần gió của Nhật Bản và là một vị thần lớn trong Thần Đạo | Còn được gọi là Kami-no-Kaze. Được ghi chép ra đời cùng thế giới. Ông được miêu tả như một oni với một cái túi đeo trên lưng.                                                                                   |
| Hachiman            | 八幡神 Bát Phiên Thần                                          |                                      | Thần chiến tranh và là thần bảo hộ Nhật Bản và người dân. Ban đầu là một vị thần nông nghiệp, sau đó ông trở thành thần giám hộ cho gia tộc Minamoto. Động vật tượng trưng và sứ giả của ông là chim bồ câu.             | Ông còn được gọi là Hachiman-shin hoặc Yawata no Kami |
| Inari Ōkami         | 稲荷大神 Đạo Hà Đại Thần                                       |                                      | Thần hay nữ thần của gạo và sinh sản. Người đưa tin và động vật biểu tượng là những con cáo | Thường được đồng nhất với Ukanomitama và thần Dakiniten trong Phật giáo. |
| Ninigi-no-Mikoto    | 瓊瓊杵尊 Quỳnh Quỳnh Chử Tôn                                   |                                      | Thường được gọi là Ninigi, ông là cháu trai của Amaterasu | Chắt nội của ông là Kan'yamato Iwarebiko, sau này được gọi là Hoàng đế Jimmu, vị hoàng đế đầu tiên của Nhật Bản                                                                                                 |
| Ōkuninushi          | 大国主 Đại Quốc Chủ                                            | Tập tin:Ōkuninushi Bronze Statue.jpg | Vị thần xây dựng quốc gia, nông nghiệp, kinh doanh, và y học | |
| Omoikane            | 思兼 Tư Kiêm                                                   |                                      | Vị thần trí tuệ và trí thông minh, luôn luôn được kêu gọi để "suy ngẫm" và đưa ra lời khuyên tốt trong các cuộc thảo luận với các vị thần trên trời                                                                      | |
| Raijin              | 雷神 Lôi Thần                                                  |                                      | Thần sấm sét, và thường được kết hợp với Fūjin. Giống như Fūjin, Raijin thường được mô tả như một oni | Còn được gọi là Raiden (雷電 Lôi Điện) |
| Ryūjin              | 龍神 Long Thần                                                 |                                      | Còn được gọi là Ōwatatsumi, ông là một con rồng, cũng như thần biển. Chắt nội ông là Hoàng đế Jimmu | Ông sống ở Ryūgū-jō, cung điện dưới đáy biển được xây dựng từ san hô với đỏ và trắng, từ nơi ông kiểm soát thủy triều với những viên ngọc kỳ diệu                                                               |
| Suijin              | 水神 Thủy Thần                                                 |                                      | Vị thần nước | |
| Susanoo-no-Mikoto   | 須佐之男尊 Tu Tá Chi Nam Tôn                                   |                                      | Thần của bão cũng như trong một số trường hợp thần biển. Ông ta cũng là một vị thần lừa đảo, vì thần thoại Nhật Bản đã mô tả rất nhiều "sự cạnh tranh" giữa ông và Amaterasu                                             | Susanoo cũng là người giết chết Yamata no Orochi và phát hiện ra thanh gươm thiêng Kusanagi |
| Takemikazuchi       | 建御雷/武甕槌 Kiến Ngự Lôi/Võ Úng Chùy                         |                                      | Được coi là thần sấm và thần kiếm. Trong thời Edo, Takemikazuchi được miêu tả đang cố gắng khuất phục con cá trê khổng lồ được cho là cư ngụ tại kaname-ishi (要石 Yếu Thạch) vùng đất Nhật Bản và gây ra động đất ở đó. | |
| Takeminakata        | 建御名方 Kiến Ngự Danh Phương                                  |                                      | Thần gió, nước, săn bắn và chiến tranh. | Con trai thần Ōkuninushi, Takeminakata cũng được coi là tổ tiên trong thần thoại của một số gia tộc từng phục vụ tại đền thờ với tư cách là Thần chủ (神主 Kannushi), nổi bật nhất trong số họ là gia tộc Suwa. |
| Tamanoya            | 玉祖命 Ngọc Tổ Mệnh                                            |                                      | Thần được coi là người sáng tạo ra Yasakani no Magatama (ngọc hình móc câu) | |
| Toyotama-hime       | 豊玉姫 Phong Ngọc Cơ                                           |                                      | Con gái của Ryūjin và Jimmu. Người ta nói rằng sau khi sinh con trai, cô biến thành một con rồng và biến mất | Còn được gọi là Otohime (乙姫 Ất Viên) |
| Tsukuyomi-no-Mikoto | 月読の命 Nguyệt Độc Chi Mệnh 月夜見の尊 Nguyệt Dạ Kiến Chi Tôn |                                      | Thần mặt trăng. Ông đã giết thần thức ăn, Uke Mochi. Điều này khiến Amaterasu không bao giờ gặp ông nữa, khiến mặt trời và mặt trăng luôn ở những nơi khác nhau trên bầu trời                                            | Còn được gọi là Tsukiyomi, Tsuki no Kami, Tsukiyomino Mikoto, và Tsukiyumi no Mikoto |

## Thần thế thất đại
Kamiyo-nanayo (神世七代) là bảy thế hệ kami xuất hiện sau khi hình thành trời và đất. 
Theo Cổ sự ký (古事記 Kojiki), những vị thần này xuất hiện sau Kotoamatsukami. Hai thế hệ đầu tiên là hitorigami (độc thần) trong khi năm thế hệ tiếp theo trở thành cặp kami nam-nữ: các nam thần và nữ thần chị em đồng thời là vợ chồng. Tổng cộng Kamiyo-nanayo bao gồm 12 vị thần.
Ngược lại, biên niên sử Nihon Shoki chỉ ra rằng các vị thần này lần đầu xuất hiện sau khi vũ trụ được tạo ra. Cũng ghi rằng ba thế hệ đầu tiên là hitorigami và các thế hệ khác là các cặp khác giới. Đồng thời, Nihon Shoki sử dụng một cách viết khác cho tên của tất cả các vị thần.
Thế hệ cuối cùng được hình thành là Izanagi và Izanami là cặp đôi chịu trách nhiệm tạo ra quần đảo Nhật Bản (Kuniumi) và sẽ sinh ra các vị thần khác (Kamiumi).
| Tên thần        | Tên tiếng Nhật                        | Biểu tượng/hình ảnh                                                                         | Biểu tượng cho | Ghi chú |
| --------------- | ------------------------------------- | ------------------------------------------------------------------------------------------- | --- | --- |
| Kuninotokotachi | 国之常立神 Quốc Chi Thường Lập Thần   |                                                                                             | Ông là một trong 2 Kami xuất hiện khi trời – đất – biển chưa có sự phân biệt rõ rệt, đại diện cho vũng lầy. Kuninotokotachi với Amenominakanushi được coi là vị thần nguyên thủy của vũ trụ | Được cho rằng sống trên núi Phú Sĩ |
| Kuninotokotachi | 国常立尊 Quốc Thường Lập Tôn          |                                                                                             | Ông là một trong 2 Kami xuất hiện khi trời – đất – biển chưa có sự phân biệt rõ rệt, đại diện cho vũng lầy. Kuninotokotachi với Amenominakanushi được coi là vị thần nguyên thủy của vũ trụ | Được cho rằng sống trên núi Phú Sĩ |
| Toyokumono      | 豊雲野神 Phong Vân Dã Thần            |                                                                                             | | Vị thần xuất hiện sau Kuninotokotachi, là thế hệ thứ hai trong Kamiyonanayo |
| Uhijini         | 宇比邇神 Vũ Bỉ Nhĩ Thần               |                                                                                             | | Cặp vị thần xuất hiện sau Toyokumono, là thế hệ thứ ba trong Kamiyonanayo |
| Suhijini        | 須比智邇神 Tu Bỉ Trí Nhĩ Thần         |                                                                                             | | Cặp vị thần xuất hiện sau Toyokumono, là thế hệ thứ ba trong Kamiyonanayo |
| Tsunuguhi       | 角杙神 Giác Dực Thần                  |                                                                                             | | Cặp vị thần xuất hiện sau Uhijini và Suhijini, là thế hệ thứ tư trong Kamiyonanayo |
| Ikuguhi         | 活杙神 Hoạt Dực Thần                  |                                                                                             | | Cặp vị thần xuất hiện sau Uhijini và Suhijini, là thế hệ thứ tư trong Kamiyonanayo |
| Ōtonojii        | 意富斗能地神 Ý Phú Đẩu Năng Địa Thần  |                                                                                             | | Cặp vị thần xuất hiện sau Tsunuguhi và Ikuguhi, là thế hệ thứ năm trong Kamiyonanayo |
| Ōtonobe         | 大斗乃弁神 Đại Đẩu Nãi Biện Thần      |                                                                                             | | Cặp vị thần xuất hiện sau Tsunuguhi và Ikuguhi, là thế hệ thứ năm trong Kamiyonanayo |
| Omodaru         | 淤母陀琉神 Ứ Mẫu Đà Lưu Thần          |                                                                                             | | Cặp vị thần xuất hiện sau Ōtonojii và Ōtonobe, là thế hệ thứ sáu trong Kamiyonanayo |
| Aya-kashiko-ne  | 阿夜訶志古泥神 Á Dạ Ha Chí Cổ Nê Thần |                                                                                             | | Cặp vị thần xuất hiện sau Ōtonojii và Ōtonobe, là thế hệ thứ sáu trong Kamiyonanayo |
| Izanagi         | 伊弊諾 Y Tế Nặc                       |                                                                                             | Tổ tiên của các vị thần, ông là nam đầu tiên cũng như thần sáng tạo và cuộc sống. Ông là chồng của Izanami                                                                                  | Con của Izanagi và Izanami là Amaterasu, Susanoo và Tsukuyomi. Izanami chết ngay sau khi sinh hạ được Kagu-tsuchi. Izanagi đã đuổi theo vợ tới tận Yomi. Izanami trốn Izanagi vì nhan sắc đã thay đổi, Izanami bắt phải hứa sẽ chờ đợi và không được tìm kiếm nếu muốn bà trở lại. Ông mất kiên nhẫn và tìm thấy xác bà, bà tức giận tấn công nhưng Izanagi đã kịp bịt cổng vào hạ giới bằng một tảng đá lớn. Izanami trả thù bằng cách giết chết 1000 sinh linh mỗi ngày. Izanagi đáp lại tạo thêm 1500 sinh linh mỗi ngày và lấp đầy mặt đất. |
| Izanagi         | 伊邪那岐 Y Tà Na Kì                   |                                                                                             | Tổ tiên của các vị thần, ông là nam đầu tiên cũng như thần sáng tạo và cuộc sống. Ông là chồng của Izanami                                                                                  | Con của Izanagi và Izanami là Amaterasu, Susanoo và Tsukuyomi. Izanami chết ngay sau khi sinh hạ được Kagu-tsuchi. Izanagi đã đuổi theo vợ tới tận Yomi. Izanami trốn Izanagi vì nhan sắc đã thay đổi, Izanami bắt phải hứa sẽ chờ đợi và không được tìm kiếm nếu muốn bà trở lại. Ông mất kiên nhẫn và tìm thấy xác bà, bà tức giận tấn công nhưng Izanagi đã kịp bịt cổng vào hạ giới bằng một tảng đá lớn. Izanami trả thù bằng cách giết chết 1000 sinh linh mỗi ngày. Izanagi đáp lại tạo thêm 1500 sinh linh mỗi ngày và lấp đầy mặt đất. |
| Izanami         | 伊弉冉 Y Trang Nhiễm                  | Vị nữ thần đầu tiên, bà là vợ và em gái của Izanagi. Bà là nữ thần của sáng tạo và cái chết | | Con của Izanagi và Izanami là Amaterasu, Susanoo và Tsukuyomi. Izanami chết ngay sau khi sinh hạ được Kagu-tsuchi. Izanagi đã đuổi theo vợ tới tận Yomi. Izanami trốn Izanagi vì nhan sắc đã thay đổi, Izanami bắt phải hứa sẽ chờ đợi và không được tìm kiếm nếu muốn bà trở lại. Ông mất kiên nhẫn và tìm thấy xác bà, bà tức giận tấn công nhưng Izanagi đã kịp bịt cổng vào hạ giới bằng một tảng đá lớn. Izanami trả thù bằng cách giết chết 1000 sinh linh mỗi ngày. Izanagi đáp lại tạo thêm 1500 sinh linh mỗi ngày và lấp đầy mặt đất. |
| Izanami         | 伊邪那美 Y Tà Na Mỹ                   | Vị nữ thần đầu tiên, bà là vợ và em gái của Izanagi. Bà là nữ thần của sáng tạo và cái chết | | Con của Izanagi và Izanami là Amaterasu, Susanoo và Tsukuyomi. Izanami chết ngay sau khi sinh hạ được Kagu-tsuchi. Izanagi đã đuổi theo vợ tới tận Yomi. Izanami trốn Izanagi vì nhan sắc đã thay đổi, Izanami bắt phải hứa sẽ chờ đợi và không được tìm kiếm nếu muốn bà trở lại. Ông mất kiên nhẫn và tìm thấy xác bà, bà tức giận tấn công nhưng Izanagi đã kịp bịt cổng vào hạ giới bằng một tảng đá lớn. Izanami trả thù bằng cách giết chết 1000 sinh linh mỗi ngày. Izanagi đáp lại tạo thêm 1500 sinh linh mỗi ngày và lấp đầy mặt đất. |

## Kami phụ
| Tên thần                            | Tên tiếng Nhật                                           | Hình ảnh | Ghi chú |
| ----------------------------------- | -------------------------------------------------------- | -------- | --- |
| Amatsu-Mikaboshi                    | 天津甕星 Thiên Tân Úng Tinh                              |          | Kami của các ngôi sao đã tồn tại trước Kotoamatsukami. Được đề cập dưới thời Takemikazuchi |
| Amanozako                           | 天逆毎 Thiên Nghịnh Mỗi                                  |          | Là một nữ thần được đề cập trong Cổ sự ký, vị thần được tạo ra khi Susanoo để cho linh hồn hung dữ của chính mình (Aramitama) tích tụ bên trong ông cho đến khi ông nôn bà ra |
| Amatsumara                          | 天津麻羅 Thiên Tân Ma La                                 |          | Là thần nghề luyện sắt và thợ rèn. Ông đóng vai trò là thợ rèn cho các vị thần ở Takamagahara. Trong nhiều phiên bản, ông đã tạo ra một chiếc gương với sự trợ giúp của Ishikori-dome, được dùng để dụ Amaterasu khỏi nơi ẩn náu trong hang đá trên thiên đường |
| Ajisukitakahikone                   | 阿遅鉏高日子根神 A Trì Sừ Cao Nhật Tử Căn Thần           |          | Thần nông nghiệp và sấm sét |
| Amatsuhikone                        | 天津日子根命 Thiên Tân Nhật Tử Căn Mệnh                  |          | Được coi là con trai thứ ba của Amaterasu. Trong một số phiên bản, ông được sinh ra từ những viên ngọc trên tóc của Amaterasu. Trong các phiên bản khác, ông được sinh ra từ cây nho dùng để buộc tóc của Amaterasu. Ông được cho là tổ tiên một số gia tộc, bao gồm cả gia tộc Oshikochi và Yamashiro |
| Ame no Hohi                         | 天之菩卑能命 Thiên Chi Bồ Ti Năng Mệnh                   |          | Con trai thứ hai nữ thần mặt trời Amaterasu. Ông cũng được cho là tổ tiên những người cai trị Izumo |
| Ame-no-Koyane                       | 天児屋命 Thiên Nhân Ốc Mệnh                              |          | Ông được coi là người giải quyềt các "vấn đề thần bí", cũng như trợ lý cho Hoàng đế đầu tiên Nhật Bản. Ông cũng được coi là tổ tiên của gia đình Fujiwara |
| Azumi-no-isora                      | 阿曇磯良 A Đàm Ki Lương                                  |          | là một kami của bờ biển. Ông được coi là tổ tiên của người Azumi |
| Satimasuma                          | 天苗加命 Thiên Miêu Gia Mệnh                             |          | Được mệnh danh là "Futsushi" |
| Futsunushi                          | 経津主神 Kinh Tân Chủ Thần                               |          | Thần chính ở đền Katori |
| Iwai-nushi-no-kami                  | 斎主尊 Trai Chủ Tôn                                      |          | Vị thần có danh tính khá mơ hồ. Nihon shoki gọi thần là Iwai-no-ushi (斎之大人 Trai chi Đại nhân) và đặt vào đền Katori gợi ý rằng thần có thể là Futsunushi. Nhưng có lý do để tin rằng anh ta có thể là Takehazuchi (建葉槌命 Kiến Diệp Chùy Mệnh) (Takemizuchi), và có những người khác nói rằng đây có thể là Amaterasu. Futsunushi (経津主神 Kinh Tân Chủ Thần) |
| Isetsuhiko                          | 伊勢都彦命 Y Thế Đô Ngạn Mệnh                            |          | Là vị thần gió xuất hiện ở tỉnh Ise và Harima |
| Ishikori-dome no Mikoto             | 石凝姥命 Thạch Ngưng Mỗ Mệnh                             |          | Thần rèn |
| Kagu-tsuchi                         | 火之迦具土 Hỏa chi Già cụ thổ                            |          | Là kami của lửa, và một người bảo trợ thợ rèn và thợ gốm. |
| Kotoshironushi                      | 事代主神 Sự Đaị Chủ Thần                                 |          | Trong Kojiki, Kotoshironushi được miêu tả là con của Ōkuninushi, thần đất của tỉnh Izumo. Kotoshironushi là vị thần chính của đền Asuka, và có liên quan đến thần Ebisu. |
| Kuebiko                             | 久延毘古 Cửu Diên Bì Cổ                                  |          | Vị thần học thức và nông nghiệp. Trong thần thoại Nhật Bản như một bù nhìn không thể đi lại nhưng có nhận thức toàn diện. |
| Kuraokami, Okami hoặc Okami no kami | 闇龗, 龗, hoặc 淤加美神 Ám Long, Long hoặc Ứ Gia Mỹ Thần |          | Là Thần rồng và vị thần mưa và tuyết trong Thần đạo. |
| Kukurihime no Kami                  | 菊理媛神 Cúc Lý Viện Thần                                |          | Một nữ thần được tôn kính tại Shirayama Hime Shrine. |
| Kōjin                               | 三宝荒神 Tam Bảo Hoang Thần                              |          | Là thần lửa, trái tim, và nhà bếp. |
| Konohanasakuya-hime                 | 木花之開耶姫 Mộc Hoa Chi Khai Da Viện                    |          | Vợ của Ninigi và con gái của Ōyamatsumi, và bà của Jimmu. Nữ thần cũng được biết đến như nữ thần của Núi Phú Sĩ. Nữ thần cũng được biết đến với cái tên Sengen. |
| Moreya                              | 洩矢神 Tiết Thỉ Thần                                     |          | Là một vị thần huyền thoại của vùng Suwa thuộc tỉnh Nagano. |
| Nigihayahi-no-mikoto                | 饒速日尊 Nhiêu Tốc Nhật Tôn                              |          | Được biết đến với cái tên "Furu" và nói rằng một đứa con của "Futsushi". Chỉ có Nigihayahi (Furu) có tên "Amateru" (天照 Thiên Chiếu) giữa các vị thần Nhật Bản. Nó được mô tả rõ ràng rằng Nigihayahi đã cai trị Yamato (tên cổ của thủ đô và trung tâm của Nhật Bản) trước khi chinh phục chiến tranh của hoàng đế Jinmu trong hai cuốn sách lịch sử chính thức lâu đời nhất của Nhật Bản, "Kojiki" (712) hoặc "Nihon Shoki" (720). Theo Nihon Ōdai Ichiran, Nigihayahi xuất thân từ thiên đàng và sau đó được phục vụ dưới sự bảo vệ của Nagasunebiko, nhưng sau khi bị chinh phục, các đồ vật "Jingi" mang đến bởi Nigihayahi như là bằng chứng về tính hợp pháp của anh ta đã được chứng minh mũi tên của Hoàng đế Jimmu. Con cháu của ông ta trở thành những đầy tớ của Hoàng triều. |
| Oda Nobunaga                        | 織田信長 Chức Điền Tín Trường                            |          | Được thờ tại đền Kenkun-jinja. |
| Omoikane                            | 思兼神 Tư Kiêm Thần                                      |          | Vị thần trí tuệ và thông minh. |
| Ōyamatsumi                          | 大山積神 Đại Sơn Tích Thần                               |          | Anh trai của Amaterasu, và một vị thần quan trọng điều khiển núi, biển và chiến tranh, cũng như cha của Konohanasakuya-hime. |
| Sukuna-Biko-Na                      | 少名毘古那 Thiếu Danh Bì Cổ Na                           |          | Một vị thần nhỏ của thuốc và mưa, người tạo ra và kiên cố hóa vùng đất với Ōkuninushi. |
| Sarutahiko Ōkami                    | 猿田毘古神 Viên Điền Bì Cổ Thần                          |          | Kami của trái đất đã hướng dẫn Ninigi đến các hòn đảo của Nhật Bản. |
| Seidai Myōjin                       |                                                          |          | Vị thần của thể thao, được tôn vinh tại Shiramine Shrine ở Kyoto, đặc biệt là tôn thờ Kemari và Bóng đá. |
| Satimasuma                          | 天苗加命 Thiên Miêu Gia Mệnh                             |          | Được biết đến là "Futsushi" và nói rằng một người con trai của anh là "Futsu". |
| Tajimamori                          | 田道間守 Điền Đạo Gian thủ                               |          | Vị thần được gọi là "tokijiku no kagu no mi" trong "Tokoyo-no-kuni", và được ca ngợi là "thần của wagashi" (bánh ngọt, bánh kẹo). |
| Ugajin                              | 宇賀神 Vũ Hạ Thần                                        |          | Vị thần thu hoạch và sinh sản, kami đại diện với thân rắn và đầu của một người đàn ông hay đàn bà. Người đó có thể được bắt nguồn từ Ukanomitama. |
| Ukanomitama                         | 宇迦之御魂神 Vũ Già Chi Ngự Hồn Thần                     |          | Vị thần của "linh hồn của gạo trong kho ", một vị thần liên quan đến lương thực và nông nghiệp. |
| Uke Mochi                           | 保食神 Bảo Thực Thần                                     |          | Đôi khi được gọi là Ogetsu-hime-no-Kami, một nữ thần của thức ăn. |
| Yama-no-kami                        | 山の神 Sơn Thần                                          |          | Là một nhóm các vị thần núi, thường đại diện là nữ. |

## Được tôn thờ như kami
| Tên thần                          | Tên tiếng Nhật               | Biểu tượng/hình ảnh | Biểu tượng cho | Ghi chú |
| --------------------------------- | ---------------------------- | ------------------- | --- | ------- |
| Tenjin                            | 天神 Thiên Thần              |                     | Vị thần thông thái, ông là Sugawara no Michizane (845–c903), bị lưu đày khỏi Kyoto, và cái chết của ông mang đến nhiều tai ương cho Heiankyo. Ông được thờ phụng để làm nguôi linh hồn giận dữ của ông |         |
| Shōtoku Taishi                    | 聖徳太子 Thánh Đức Thái Tử   |                     | Đôi khi được các tín đồ đạo Shinto sùng bái trong Thái Tử Đường (太子堂 Taishido) như Kami của xây dựng và sự ra đời dễ dàng, như ở Hokai-ji của Kamakura.                                             |         |
| Tōshō Daigongen (Tokugawa Ieyasu) | 徳川家康 Đức Xuyên Gia Khang |                     | Được tôn kính tại Nikkō Tōshō-gū và các đền thờ tương tự. |         |
| Toyotomi Hideyoshi                | 豊臣秀吉 Phong Thần Tú Cát   |                     | Được tôn kính tại Toyokuni-jinja. |         |

## Phật giáo
| \|Tên thần     | Tên tiếng Nhật                                                    | Biểu tượng/hình ảnh | Ghi chú |
| -------------- | ----------------------------------------------------------------- | ------------------- | ------- |
| Aizen Myō-ō    | 愛染明王 Ái Nhiễm Minh Vương                                      |                     |         |
| Amida Nyorai   | 無量光佛 hoặc 無量壽佛 Vô Lượng Quang Phật hoặc Vô Lượng Thọ Phật |                     |         |
| Daruma         | ダルマ Bồ-đề-đạt-ma                                               |                     |         |
| Fudō Myōō      | 不動明王 Bất Động Minh Vương                                      |                     |         |
| Idaten         | 韋駄天 Vi Đà Thiên                                                |                     |         |
| Jizō           | 地蔵 Địa Tạng                                                     |                     |         |
| Kangiten       | 歓喜天 Hoan Hỉ Thiên                                              |                     |         |
| Kannon         | 観音 Quan Âm                                                      |                     |         |
| Yakushi Nyorai | 薬師如来 Dược Sư Như Lai                                          |                     |         |

## Thập Thất Thế thần
Thập thất Thế thần (十七世神 Jūnana-sei-kami) là tên gọi các vị thần được ghi chép trong Cổ sự ký (古事記 Kojiki). Các vị thần trong gia phả gắn liền với thần Ōkuninushi, bao gồm một số vị thần không rõ tên và thánh tích. Thập thất thế thần dùng để chỉ số thế hệ, nhưng tính tổng lại chỉ có 15 thế hệ nên không rõ vì sao gọi là 17.
| Tên thần                            | Tên tiếng Nhật                                   | Biểu tượng/hình ảnh | Biểu tượng cho | Ghi chú |
| ----------------------------------- | ------------------------------------------------ | ------------------- | --- | ------- |
| Aonumauma-Manuma-Oshihime no Mikoto | 青沼馬沼押比売神 Thanh Chiểu Mã Chiểu Áp Bỉ Thần |                     | Nữ thần thờ tại Đền Aoi (Chofu, Tokyo). Xuất hiện trong Cổ sự ký (古事記 Kojiki), vợ thần Biryorō-kami (美呂浪神 Mỹ Lữ Lãng Thần) |         |